# Эванс, Брэд
Брэ́дли Рэй Э́ванс (англ. Bradley Ray "Brad" Evans; родился 20 апреля 1985 года в Финиксе, Аризона, США) — американский футболист, полузащитник. Наиболее известен по выступлениям за клуб «Сиэтл Саундерс». Выступал за сборную США.

## Клубная карьера

### Ранняя карьера
Во время обучения в Калифорнийском университете в Ирвайне в 2003—2006 годах Эванс выступал за университетскую футбольную команду. За «Ирвайн Энтитерс» за четыре года он провёл в 75 матчей и забил 31 гол. В летние межсезонья в колледжах Эванс также выступал за команду лиги PDL «Ориндж Каунти Блю Стар».

### Карьера в MLS
На супердрафте MLS 2007 Эванс был выбран клубом «Коламбус Крю». Его профессиональный дебют состоялся 7 апреля 2007 года в поединке против «Нью-Йорк Ред Буллз». Первый гол в профессиональной карьере он забил 10 мая 2008 года в матче против «Сан-Хосе Эртквейкс». В сезоне 2008 Брэд помог «Крю» сделать «золотой дубль» — выиграть Кубок MLS и завоевать Supporters’ Shield.
Новообразованный клуб «Сиэтл Саундерс», чьим первым главным тренером был назначен Зиги Шмид, ранее возглавлявший «Коламбус Крю», выбрал Эванса на драфте расширения MLS, состоявшемся 26 ноября 2008 года. 19 марта 2009 года в своём дебютном матче «Сиэтл Саундерс» разгромил «Нью-Йорк Ред Буллз» со счётом 3:0, Эванс, выйдя в стартовом составе, забил второй гол. В составе «Саундерс» Эванс трижды выиграл Открытый кубок США имени Ламара Ханта — в 2009, 2011 и 2014 годах, в сезоне 2014 также выиграл Supporters’ Shield, в сезоне 2016 завоевал Кубок MLS. После завершения сезона 2017 клуб не продлил контракт с игроком и он стал свободным агентом.
20 февраля 2018 года Эванс присоединился к «Спортингу Канзас-Сити». Он провёл четыре матча за фарм-клуб «Своуп Парк Рейнджерс» в USL, но за основную команду «Спортинга» не провёл ни одного матча, и по окончании сезона 2018 вновь стал свободным агентом.
17 декабря 2018 года Брэд Эванс объявил о завершении футбольной карьеры.

## Международная карьера
В 2005 году Брэд в составе молодёжной сборной США принял участие в молодёжном чемпионате мира в Нидерландах. На турнире он сыграл в матчах против Германии и Египта.
В 2009 году Эванс попал в заявку сборной США на участие в домашнем розыгрыше Золотого кубка КОНКАКАФ. 5 июля в матче кубка против сборной Гренады Брэд дебютировал за национальную команду. Он также сыграл во встречах против сборных Панамы, Гаити и завоевал бронзовые медали.
7 июня 2013 года в отборочном матче Чемпионата мира против сборной Ямайки Эванс забил свой первый гол за национальную команду.
В 2015 году Брэд принял участие в Золотом кубке КОНКАКАФ. На турнире он сыграл в матчах против команд Гаити, Гондураса, Ямайки и Кубы.

## Личная жизнь
Брэд рос вместе с братом и двумя сёстрами. Он учился в средней школе Маунтин-Пойнт и выступал за её футбольную команду. За четыре года выступлений Эванс забил 54 гола. Брэд женат, он является фанатом английского «Ливерпуля» и Зинедина Зидана.

## Достижения
Командные
 «Коламбус Крю»
- Обладатель Кубка MLS — 2008
- Обладатель Supporters’ Shield — 2008

 «Сиэтл Саундерс»
- Обладатель Кубка MLS — 2016
- Обладатель Supporters’ Shield — 2014
- Обладатель Открытого кубка США — 2009, 2011, 2014

Международные
 США
- Золотой кубок КОНКАКАФ — 2009

## Статистика

### Клубная
| Выступление            | Выступление      | Выступление      | Лига | Лига | Плей-офф | Плей-офф | Кубок | Кубок | ЛЧ КОНКАКАФ | ЛЧ КОНКАКАФ | Итого | Итого |
| Клуб                   | Лига             | Сезон            | Игры | Голы | Игры     | Голы     | Игры  | Голы  | Игры        | Голы        | Игры  | Голы  |
| ---------------------- | ---------------- | ---------------- | ---- | ---- | -------- | -------- | ----- | ----- | ----------- | ----------- | ----- | ----- |
| Ориндж Каунти Блю Стар | PDL              | 2004             | 6    | 4    | 0        | 0        | —     | —     | —           | —           | 6     | 4     |
| Ориндж Каунти Блю Стар | PDL              | 2005             | 1    | 1    | 0        | 0        | 0     | 0     | —           | —           | 1     | 1     |
| Ориндж Каунти Блю Стар | PDL              | 2006             | 8    | 2    | 1        | 1        | —     | —     | —           | —           | 9     | 3     |
| Ориндж Каунти Блю Стар | Итого            | Итого            | 15   | 7    | 1        | 1        | 0     | 0     | —           | —           | 16    | 8     |
| Коламбус Крю           | MLS              | 2007             | 4    | 0    | —        | —        | 0     | 0     | —           | —           | 4     | 0     |
| Коламбус Крю           | MLS              | 2008             | 26   | 5    | 4        | 1        | 0     | 0     | —           | —           | 30    | 6     |
| Коламбус Крю           | Итого            | Итого            | 30   | 5    | 4        | 1        | 0     | 0     | —           | —           | 34    | 6     |
| Сиэтл Саундерс         | MLS              | 2009             | 27   | 3    | 2        | 0        | 1     | 0     | —           | —           | 30    | 3     |
| Сиэтл Саундерс         | MLS              | 2010             | 12   | 1    | 0        | 0        | 0     | 0     | 0           | 0           | 12    | 1     |
| Сиэтл Саундерс         | MLS              | 2011             | 20   | 5    | 2        | 0        | 2     | 0     | 2           | 1           | 26    | 6     |
| Сиэтл Саундерс         | MLS              | 2012             | 29   | 4    | 4        | 0        | 3     | 1     | 5           | 2           | 41    | 7     |
| Сиэтл Саундерс         | MLS              | 2013             | 24   | 4    | 3        | 1        | 0     | 0     | 3           | 0           | 30    | 5     |
| Сиэтл Саундерс         | MLS              | 2014             | 26   | 0    | 4        | 1        | 5     | 1     | —           | —           | 35    | 2     |
| Сиэтл Саундерс         | MLS              | 2015             | 28   | 1    | 1        | 0        | 1     | 0     | 3           | 1           | 33    | 2     |
| Сиэтл Саундерс         | MLS              | 2016             | 23   | 1    | 5        | 0        | 1     | 0     | 2           | 0           | 31    | 1     |
| Сиэтл Саундерс         | MLS              | 2017             | 11   | 1    | 0        | 0        | 0     | 0     | —           | —           | 11    | 1     |
| Сиэтл Саундерс         | Итого            | Итого            | 200  | 20   | 21       | 2        | 13    | 2     | 15          | 4           | 249   | 28    |
| Спортинг Канзас-Сити   | MLS              | 2018             | 0    | 0    | 0        | 0        | 0     | 0     | —           | —           | 0     | 0     |
| Спортинг Канзас-Сити   | Итого            | Итого            | 0    | 0    | 0        | 0        | 0     | 0     | —           | —           | 0     | 0     |
| Своуп Парк Рейнджерс   | USL              | 2018             | 4    | 0    | 0        | 0        | —     | —     | —           | —           | 4     | 0     |
| Своуп Парк Рейнджерс   | Итого            | Итого            | 4    | 0    | 0        | 0        | —     | —     | —           | —           | 4     | 0     |
| Всего за карьеру       | Всего за карьеру | Всего за карьеру | 249  | 32   | 26       | 4        | 13    | 2     | 15          | 4           | 303   | 42    |

### Международная
| Команда | Год   | Игры | Голы |
| ------- | ----- | ---- | ---- |
| США     |       |      |      |
| 2009    | 3     | 0    |      |
| 2010    | 1     | 0    |      |
| 2011    | 0     | 0    |      |
| 2012    | 2     | 0    |      |
| 2013    | 10    | 1    |      |
| 2014    | 1     | 0    |      |
| 2015    | 8     | 0    |      |
| 2016    | 1     | 0    |      |
| 2017    | 1     | 0    |      |
| Всего   | Всего | 27   | 1    |

#### Голы за сборную США
| #   | Дата        | Место                              | Противник | Счёт | Результат | Соревнование                        |
| --- | ----------- | ---------------------------------- | --------- | ---- | --------- | ----------------------------------- |
| 01. | 7 июля 2013 | Индепенденс Парк, Кингстон, Ямайка | Ямайка    | 1:2  | 1:2       | Чемпионата мира 2014 (квалификация) |